# 薩特磨坊隕石
薩特磨坊隕石是碳質球粒隕石，於2012年4月22日進入地球的大氣層，並且在清晨07:51 (太平洋時間) 碎裂。在2012年5月3日，艾美斯研究中心和SETI協會的科學家利用飛船獲得當時滿是植被的散布區的空照圖，協助尋獲更多的遠石碎片。在2012年11月，75顆碎片的記錄與找到的位置被公布，最大的一顆 (SM53) 重量為205公克，第二大的 (SM50) 重量只有42公克。
這顆隕石中被發現含有一些太陽系最老的物質。
這些隕石的名稱來自薩特磨坊，靠近引發加利福尼亞淘金潮的地點，因為有些隕石是在該處發現的。

## 歷史
在2012年四月天琴座流星雨的期間，一顆火流星和音爆在2012年4月22日大約07:51 (PDT) 撼動了加利福尼亞州和內華達的建築物。在空中爆炸的火球很可能是偶發流星，而不是天琴座流星雨的成員。這個火球非常明亮，以至目擊著事後仍看見斑點。有兩個全面核禁試條約組織國際監測系統的次聲波監測站記錄到此一事件。初步的分析指出其能量大約當同於4千噸TNT。廣島的小男孩原子彈僅有16千噸TNT。這顆流星體的大小可能介於洗碗機和多功能休旅車 之間，空中爆炸位置的座標大約是37°36′N 120°30′W / 37.6°N 120.5°W。墜落的隕石體被氣象雷達擷取到，中心位置在加州普萊瑟郡下轄的奧本，位於洛馬的薩特磨坊。
2012年4月24日，羅伯特·沃德就在加州科洛馬正西邊的漢寧臣蓮花公園發現一顆小的CM球粒隕石碎片。幾天後，流星天文學家彼得·央斯基在同一個公園的停車場發現4公克重的隕石碎片，Brien Cook 在蓮花的彼得森路上發現5公克重的隕石碎片。在2012年5月1日，詹姆斯 W.州立馬紹爾黃金發現歷史公園的護林員蘇西·馬丁就在她家前面的院子發現兩顆隕石 (重11.5公克的SM14)。公園包括現在被稱為薩特磨坊的地點。

## 比較
此一事件類似1969年發生在澳洲的默奇森隕石。在加州，只有另外兩次墜落隕石的目擊記錄：2007年8月11日在紅峽谷湖和1973年3月15日在聖璜卡匹斯川諾市。相較之下，此一事件理論上有4千噸TNT的能量，在新墨西哥三位一體核試的能量約是18千噸TNT當量，和小男孩僅有16千噸TNT當量的爆炸力，也就是6.3 × 1013 焦耳 = 63 TJ (太拉焦耳)。
因為估計進入的流星體直徑在2-4米，原始留星體的絕對星等 (H) 大約是31等。

## 例子

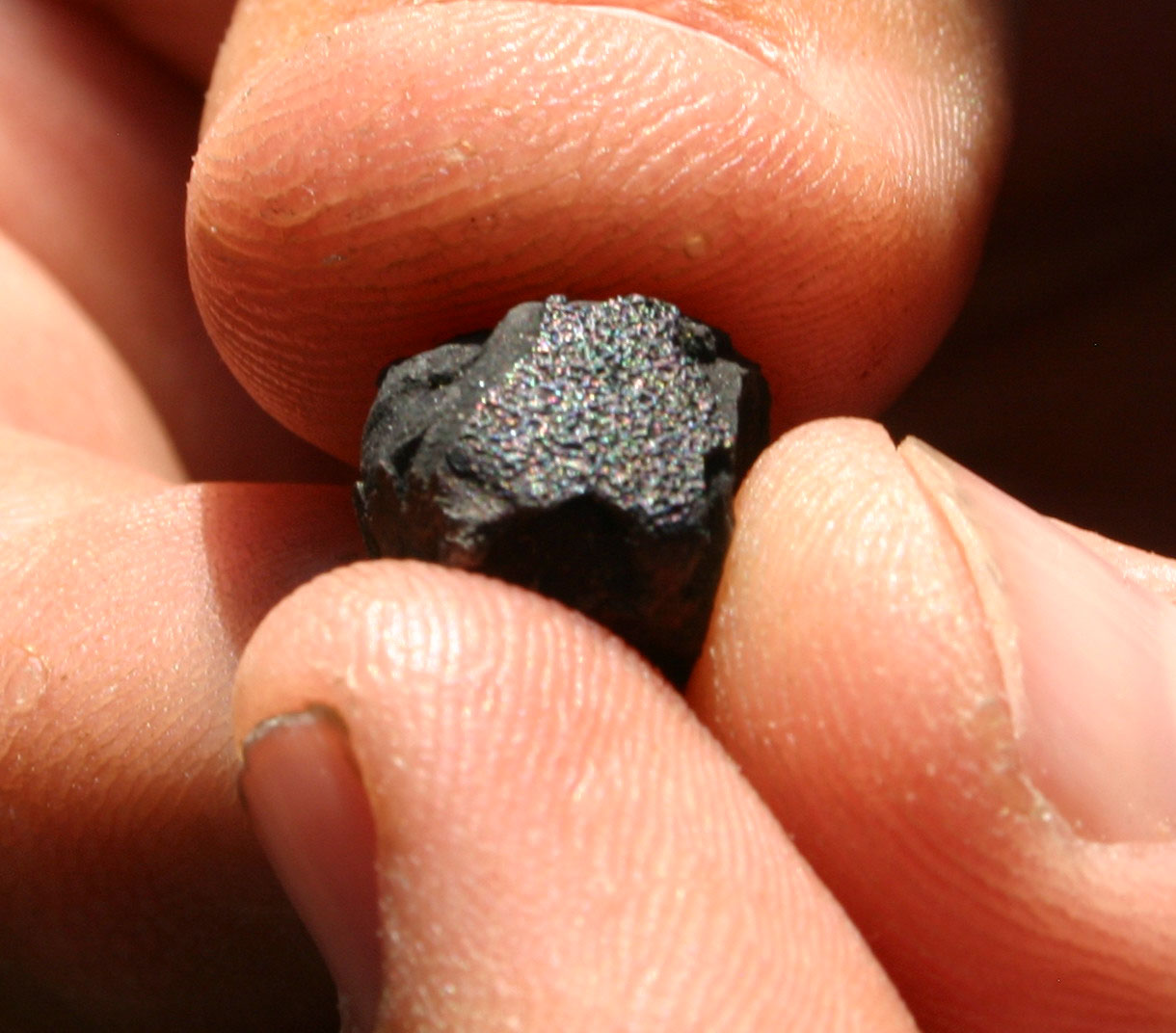
SM39 (2.5g)
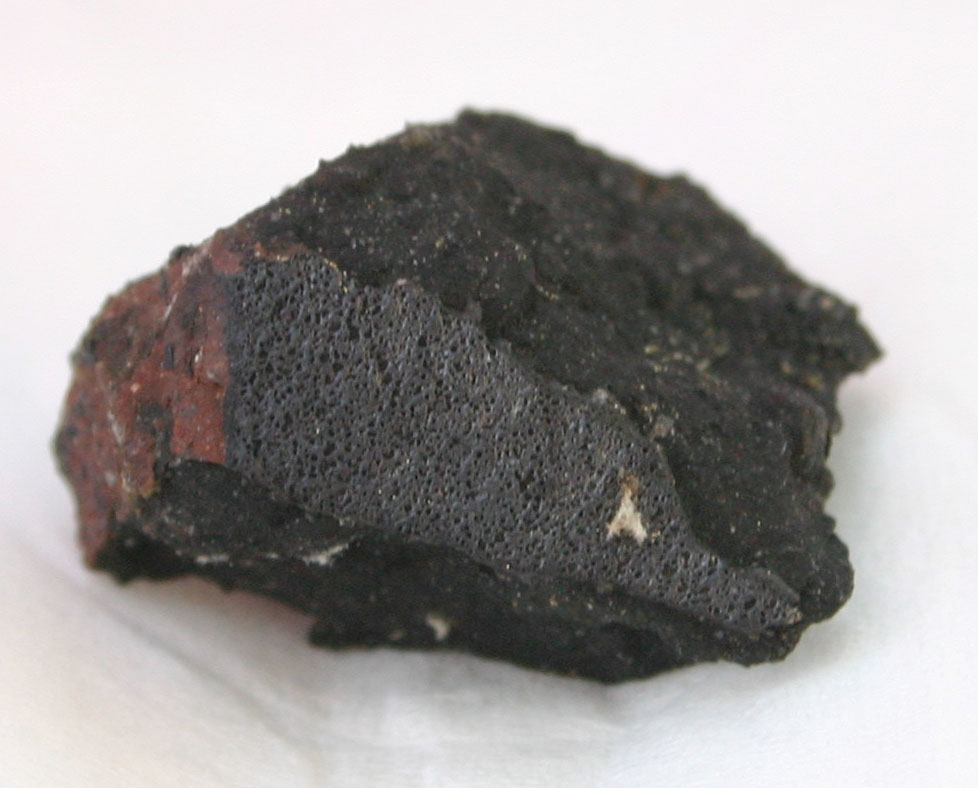
邁克·米勒的 SM49 (5.9g)

## 外部連結
- California Meteor Broke Speed Record for Atmospheric Entry（页面存档备份，存于） (Scientific American December 20, 2012)
- Sutter's Mill Meteorite: a Californian Treasure Discovered by SETI/NASA Researchers (Google Hangout chat 20 December 2012)
- Jenniskens, Peter. . Science. 2012, 338 (6114): 1538–1587. doi:10.1126/science.1227163.
- Sutter Mill Meteorite Hunt (Mr-Meteorite Ruben Garcia purchased 8.5 gram Sutter Mill Meteorite with broken fusion crust)
- Patient hunters find more meteorites from California fall（页面存档备份，存于） (AstroBob April 29, 2012)
- Robert Wards 44 gram find
- Steve Arnold (meteorhntr) photos of 0.38g SM slice
- Greg Hupé SM19 （页面存档备份，存于） (oriented 9.9g)
- Sutter's Mill photos at ASU (SM6, SM8, SM38, SM41, SM49) (meteorite-list) （页面存档备份，存于）
- Video of the daylight California fireball（页面存档备份，存于） (Phil Plait 31 May 2012)
- CAMS（页面存档备份，存于） News blog (CAMS is an automated video surveillance of the night sky in search of meteors to validate minor showers in the IAU Working List of Meteor Showers)
- Strewn field maps:
  - Coloma, CA Strewn Field Map (Marc Fries)
  - Sutter Mill strewn field （页面存档备份，存于） (Jim Wooddell)
  - Interactive map: See where meteorites fell (SacBee: Last Modified: Monday, May. 7, 2012)
- Sutter Mill Meteorite Find Tally （页面存档备份，存于） (An updated tally of Sutter Mill meteorites found - Mike Gilmer)
- Official Sutter Mill Meteorite Hunt Page - NASA/SETI（页面存档备份，存于） (Dr. Jenniskens' Official Sutter Mill Find Data Page)